# Young Knives
Young Knives, estilizado The Young Knives, (anteriormente llamados Simple Pastoral Existence 1998 - 1999) es una banda de indie rock y post-punk revival formada en el año de 1998 en la ciudad de Leicestershire, Inglaterra. 
El nombre de la banda se originó en una mala interpretación de "Young Knaves" ("Pequeños Bribones"), que fue encontrado por la banda cuando estaban leyendo un libro y hicieron una amalgación de ello para darle al nombre. 
Tienen sencillos conocidos y los de mayor éxito de la banda como: "Love my Name", "Human Again", "Turn Tail", "Weekends and Bleakdays", "Terra Firma" y "Up All Night".

## Integrantes

### Formación actual
- Henry Dartnall - vocal, guitarra
- Thomas "The House of Lords" Bonsu-Dartnall - vocalista de apoyo, bajo

### Ex-integrantes
- Alex Gasson - guitarra (1995 - 1997)
- Oliver Askew - batería, vocal de apoyo (1995 - 2015)

## Discografía

### Álbumes de estudio
- 2006: "Voices of Animals and Men" (Transgressive Records)
- 2008: "Superabundance" (Transgressive Records)
- 2011: "Ornaments from the Silver Arcade" (Gadzook)
- 2013: "Sick Octave" (Gadzook)
- 2020: "Barbarians" (Gadzook)
- 2025: "Landfill" (Gadzook)

### EP
- 2003: "Rollerskater"
- 2005: "Junky Music Make My Heart Beat Faster"
- 2013: "Oh Happiness"
- 2015: "Something Awful"

### Recopilaciones
- 2002: "The Young Knives ...Are Dead" (miniálbum)
- 2006: Split EP
- 2006: Transgressive Singles Collection: Volume 1
- 2006: The Playlist - September 2006
- 2006: NME Presents: Independent Thinking Transgressive Records
- 2007: Insound & Le Tigre Present: Pushing Product 9 - Spring 2007
- 2007: Shiftydisco 10
- 2007: Made in Britain 2007
- 2007: ...Are Dead...And Some
- 2008: London Calling 2008 #1 • De officiële soundtrack
- 2009: The Inbetweeners Soundtrack

### Sencillos
- "Love my Name"
- "Human Again"
- "The Decision"
- "Terra Firma"
- "Here Comes the Rumour Mill"
- "Turn Tail"
- "Dyed in the Wool"
- "She's Attracted To"
- "Weekends and Bleak Days (Hot Summer)"